# Црте личности
Црте личности су основне градивне јединице структуре личности. Црте су релативно трајне и релативно опште особине личности, одговорне за доследност понашања у сличним ситуацијама. По Олпортовој дефиницији црте могу бити црте карактера (објашњавају зашто неко нешто чини, посебно у интерперсоналним односима), црте темперамента (објашњавају како неко нешто чини) и способности (колико успешно неко нешто чини).